# 浮叶慈姑
浮叶慈姑（学名：Sagittaria natans）是泽泻科慈姑属的植物。分布在蒙古、俄罗斯、欧洲以及中国大陆的内蒙古、黑龙江、新疆、辽宁、吉林等地，生长于海拔50米至650米的地区，常生于静水中、水中、浅水中、河边及溪边，目前尚未由人工引种栽培。